# Мидлум (Ланд-Вурстен)
Мидлум (нем. Midlum, н.-нем. Millm) — населённый пункт в Германии, земля Нижняя Саксония, район Куксхафен, коммуна Вурстер-Нордзекюсте. До 2015 года был самостоятельной общиной в составе союза общин Ланд-Вурстен.
Население составляет 1681 человек (на 2017 год). Занимает площадь 31,07 км². Расположен в историческом регионе Вурстен.